# Кан-ван
Кан-ван (кит. трад.: 康王; піньїнь: Kang) — третій ван давньокитайської держави Чжоу, син Чен-вана.

## Правління
Кан-ван активно надавав своїм родичам нові наділи. В 16-й рік свого правління він здійснив інспекційну поїздку на південь. Також ван устиг здійснити три військові кампанії проти варварів, в одній з яких імператор брав участь особисто. У 25-рік свого правління Кан-ван здобув перемогу над північним племенем ґуй-фан, узявши в полон понад 13 тисяч осіб.